# Odsey
Odsey est un hameau du Cambridgeshire, en Angleterre. Il est situé tout au sud du comté, près de la frontière du Hertfordshire. Administrativement, il appartient à la paroisse civile de Steeple Morden.

## Histoire
Le village se trouve sur la voie antique d'Icknield Way (en). Dans le Domesday Book, il donne son nom à l'un des huit hundreds du Hertfordshire.